# Butrymańce (okręg olicki)
Butrymańce (lit. Butrimonys) – miasteczko na Litwie, w okręgu olickim w rejonie olickim, położone ok. 21 km na północny wschód od Olity, siedziba starostwa. Znajduje się tu poczta, szkoła, siedziba parafii i kościół. Miasteczko jest zabytkiem urbanistyki – zachowany został radialny układ urbanistyczny.

## Historia
W XIV/XV wieku książę litewski Witold osadził tu Tatarów, od 1720 miasteczko. Miejscowość rozwijała się dzięki handlowi i swojemu położeniu na trakcie z Wilna do Olity i dzięki bliskości Punii. W latach 1782–1849 miasto. W 1943 roku Niemcy dokonali eksterminacji miejscowej ludności żydowskiej, liczniejszej niż chrześcijańska.
Dekretem prezydenta Republiki Litewskiej od 2001 roku posiada własny herb.

## Urodzeni w Butrymańcach
- Bernard Berenson, właśc. Bernhard Walwrożeński, ur. w 1865 roku, historyk sztuki[1]
- Adas Jakubauskas, ur. w 1964 roku, działacz tatarski[1]